# FC Speranis Nisporeni
El FC Speranis Nisporeni es un equipo de fútbol de Moldavia que juega en la Liga 1 de Moldavia, la segunda categoría de fútbol en el país.

## Historia
El club fue fundado el 20 de marzo de 2019. Fue fundado como FC Sporting Trestieni y comenzó a jugar en la Liga 2 de Moldavia. En 2021, el club obtuvo el ascenso a la Liga 1. En el verano de 2022, el club pasó a llamarse FC Speranis Nisporeni.

## Temporadas
| Temporada | Liga            | Liga | Liga | Liga | Liga | Liga | Liga | Liga | Liga | Copa de Moldavia | Ref.  |
| Temporada | División        | Pos  | PJ   | PG   | PE   | PP   | GF   | GC   | Pts  | Copa de Moldavia | Ref.  |
| --------- | --------------- | ---- | ---- | ---- | ---- | ---- | ---- | ---- | ---- | ---------------- | ----- |
| 2019      | Divizia B (Sur) | 2º   | 14   | 9    | 3    | 2    | 40   | 10   | 30   | Octavos de final | [ 5 ] |
| 2020-21   | Divizia B (Sur) | 1º   | 22   | 19   | 2    | 1    | 92   | 7    | 59   | Octavos de final | [ 6 ] |
| 2021-22   | Divizia A       | 5º   | 22   | 12   | 0    | 10   | 31   | 31   | 36   | Segunda ronda    | [ 7 ] |

## Palmarés
- Liga 2

Campeón (1): 2020-21